# Kalonda
Kalonda ist eine Gemeinde im Süden der Slowakei mit 195 Einwohnern (Stand 31. Dezember 2024). Sie gehört zum Okres Lučenec, einem Kreis des Banskobystrický kraj, und ist zugleich Teil der traditionellen Landschaft Novohrad.

## Geographie

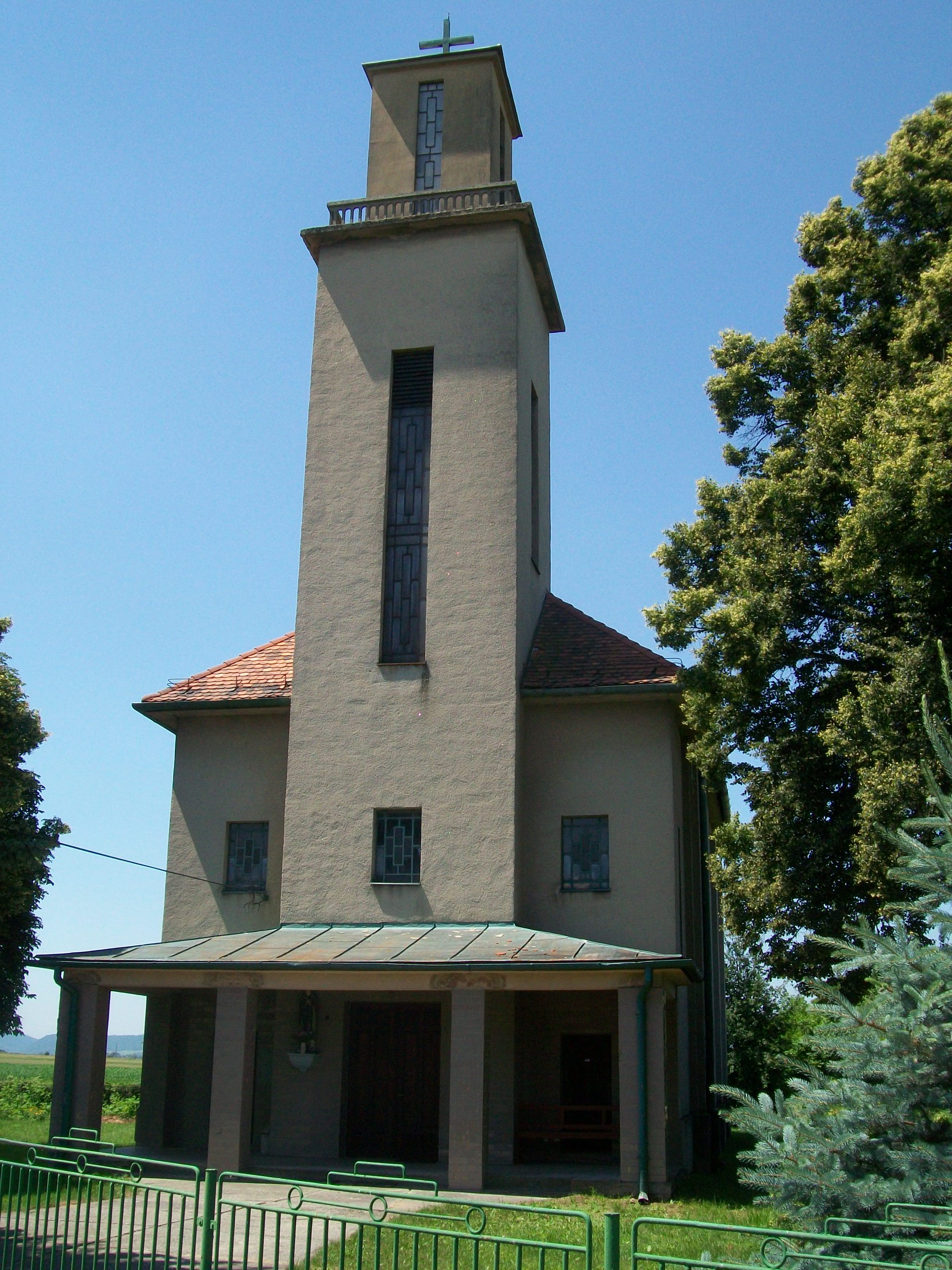
Kirche in Kalonda

Die Gemeinde befindet sich am Übergang vom Talkessel Lučenská kotlina, einer Untereinheit der Juhoslovenská kotlina, in das Bergland Cerová vrchovina, auf der linksseitigen Flurterrasse des Ipeľ, direkt an der Staatsgrenze zu Ungarn. Das Ortszentrum liegt auf einer Höhe von 167 m n.m. und ist neun Kilometer von Lučenec entfernt.
Nachbargemeinden sind Panické Dravce im Norden, Rapovce im Nordosten und Osten, Mučín im Südosten, Ipolytarnóc (H) im Süden und Südwesten und Veľká nad Ipľom im Westen.

## Geschichte
Kalonda wurde zum ersten Mal 1238 als Kalanda schriftlich erwähnt und war bis 1554 Besitz der Familien Kalondai und Szécsény. Zwischen dem 14. und 16. Jahrhundert war das Dorf in zwei Orte geteilt, die sich nach der türkischen Besetzung des Gebiets wieder vereinigten und fortan verschiedenen landadligen Familien gehörten. 1828 zählte man 46 Häuser und 481 Einwohner, die als Landwirte beschäftigt waren.
Bis 1918/1919 gehörte der im Komitat Neograd liegende Ort zum Königreich Ungarn und kam danach zur Tschechoslowakei beziehungsweise heute Slowakei. Auf Grund des Ersten Wiener Schiedsspruchs lag er von 1938 bis 1944 noch einmal in Ungarn.

## Bevölkerung
| Jahr                | 1994 | 2004     | 2014    | 2024    |
| ------------------- | ---- | -------- | ------- | ------- |
| Anzahl der Personen | 203  | 233      | 214     | 195     |
| Unterschied         |      | +14,77 % | −8,15 % | −8,87 % |

| Jahr                | 2023 | 2024    |
| ------------------- | ---- | ------- |
| Anzahl der Personen | 196  | 195     |
| Unterschied         |      | −0,51 % |

Gemäß der Volkszählung 2011 wohnten in Kalonda 216 Einwohner, davon 116 Magyaren, 78 Slowaken, zwei Roma und ein Ukrainer. 19 Einwohner machten keine Angabe zur Ethnie.
169 Einwohner bekannten sich zur Römisch-katholischen Kirche, neun Einwohner zur Evangelischen Kirche A. B., zwei Einwohner zur reformierten Kirche und ein Einwohner zur evangelisch-methodistischen Kirche. 10 Einwohner waren konfessionslos und bei 25 Einwohnern wurde die Konfession nicht ermittelt.

## Bauwerke und Denkmäler
- römisch-katholische Emmerichkirche im Stil des Funktionalismus aus dem Jahr 1949. Der Sakralbau ersetzte eine ältere Kirche im klassizistischen Stil aus dem Jahr 1854 und den Turm aus dem Jahr 1895, die im Zweiten Weltkrieg von deutschen Truppen zerstört worden war.

## Verkehr

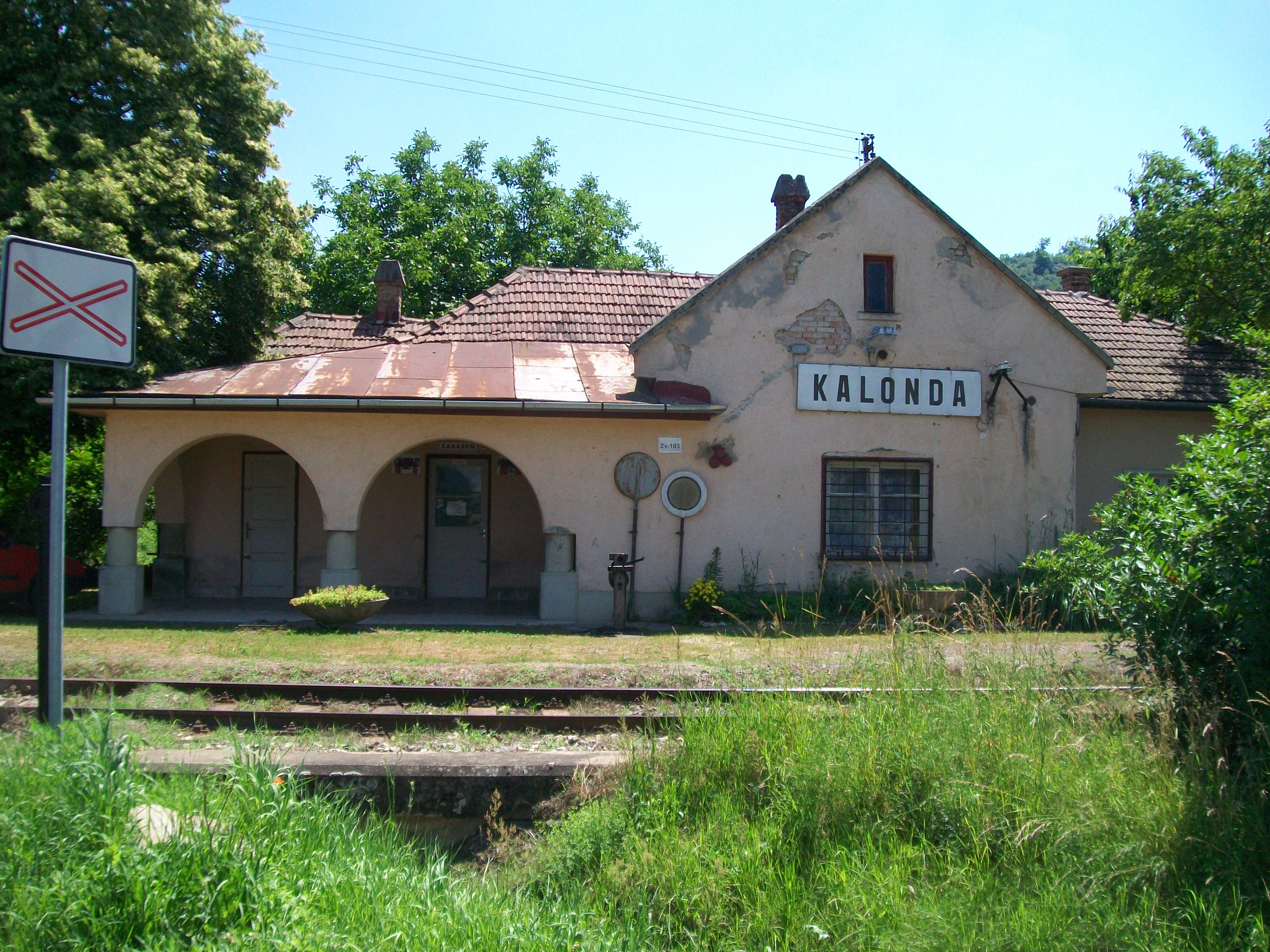
Haltestelle Kalonda

Kalonda liegt an der Straße 2. Ordnung 594 zwischen Lučenec und der ungarischen Grenze und besitzt eine Haltestelle an der Bahnstrecke Aszód–Lučenec, die allerdings seit 2003 nicht durch regelmäßigen Personenverkehr bedient wird.